# Ornithogalum umbratile
Ornithogalum umbratile là một loài thực vật có hoa trong họ Măng tây. Loài này được Tornad. & Garbari mô tả khoa học đầu tiên năm 2003.